# Salmon (biblische Person)
Salmon (andere Schreibweise: Salas) war der Vater des Boas, des Lösers und zweiten Ehemanns der Ruth.

## Etymologie
Der hebräische Personenname שַׂלְמֹון śalmôn, deutsch ‚Salmon‘ ist möglicherweise durch Metathese aus dem Substantiv שַׂמְלָה śamlāh „Mantel“ entstanden. Es handelt sich dann um die Kurzform eines Nominalsatznamens, bestehend aus Subjekt und Prädikat, wobei das Subjekt (und zugleich Theophore Element) fehlt und nur das Prädikat erhalten ist. Der Name bedeutet in diesem Fall „(Gott) ist Mantel“.
Die Septuaginta gibt den Namen als Σαλμαν Salman wieder, die Vulgata als Salma.

## Erwähnungen in der Bibel
Am Ende des Buches Ruth wird geschildert, wie Ruth zur Urgroßmutter König Davids wird. In den letzten fünf Versen wird der Stammbaum Davids, beginnend von seinem Ahnen Perez, einem Sohn Judas, aufgelistet. Salmon ist damit der Ururgroßvater Davids (Ruth 4,18–22 ).
Das 1. Buch der Chronik enthält ein ausführlichere Liste der Nachkommen Judas. In dieser wird auch Salmon erwähnt (1. Chr. 2,11 ).
Im neuen Testament wird Salmon zweimal erwähnt. Beide Erwähnungen gehören jeweils zum Stammbaum Josefs, des Bräutigams Marias, der Mutter Jesu (Lukas 3, 32  und Matthäus 1, 4-5 ). Matthäus erwähnt darüber hinaus, dass Salmon den Boas mit Rahab gezeugt habe.